# ナイス・デー (企業)
株式会社ナイス・デー（英: Nice Day, Inc.）は、日本のCG・VFX制作会社。創業者の西村敬喜が代表取締役社長、VFXスーパーバイザーの小田一生が常務取締役を務めている。

## 概要
社名は英語で「良い一日」を意味しているが、ナイス(NICE)の語は「Nishimura Interactive Communication Enterprise」の頭文字を取って作られている。
映画・テレビ番組・CMにおける、CG・VFXやタイトルバックの制作を主な業務としている他、映画『笑う大天使』(2006年)および『カンフーくん』(2007年)では制作協力としても参加している。またアメリカのIT企業Mobeon社と業務提携を結び、VR映像およびライブ配信事業における日本国内企業との仲介業務を行っている。
2003年に関連会社としてアニメーション制作会社poptoonを設立しており、アメリカ・タイ・インドネシアの海外3か所にもそれぞれ関連会社を置いている。

### 関連会社
株式会社poptoon
- 種類：株式会社
- 本社所在地：東京都渋谷区富ヶ谷2-2-11 シュバルマラン301
- 設立：2003年8月20日[7](NICE+DAY TOONとして設立[8])
- 事業内容：テレビCM、ウェブサイト、企業PV、イベント映像等におけるアニメーションの企画・制作
- 代表者：高橋徹

Nice Day LA
- 本社所在地：アメリカ合衆国カリフォルニア州ロサンゼルス郡サンタモニカ[9]
- 事業内容：映画・DVDの企画・制作、映画・テレビ番組の編集およびCG制作[9]
- 代表者：西村敬喜/滝石大志(共同設立者)[9][10]

Nice Day Boy
- 本社所在地：タイ・バンコク
- 事業内容：タイにおける映像制作支援およびCG制作コーディネート[11]
- 代表者：高橋洋子[11]

Nice Idea
- 略称：Nice ID
- 本社所在地：インドネシア・ジャカルタ
- 設立：2009年[12]
- 事業内容：インドネシアにおけるVFX制作
- 代表者：ハリス・レギー(Harris Reggy、設立者・クリエイティブディレクター[3][12])

## 参加作品

### 映画

#### 2001年～2009年
| 公開年 | 作品名                                     | 備考     |
| ------ | ------------------------------------------ | -------- |
| 2001年 | 溺れる魚                                   |          |
| 2002年 | ピカ☆ンチ LIFE IS HARDだけどHAPPY          |          |
| 2002年 | トリック劇場版                             |          |
| 2003年 | 2LDK                                       |          |
| 2005年 | 乱歩地獄                                   |          |
| 2006年 | トリック劇場版2                            |          |
| 2006年 | 笑う大天使                                 | 制作協力 |
| 2006年 | 花田少年史 幽霊と秘密のトンネル            |          |
| 2006年 | マスター・オブ・サンダー 決戦!! 封魔竜虎伝 |          |
| 2007年 | 大帝の剣                                   |          |
| 2007年 | 舞妓Haaaan!!!                              |          |
| 2007年 | カンフーくん                               | 制作協力 |
| 2007年 | スピードマスター                           |          |
| 2008年 | リアル鬼ごっこ                             |          |
| 2008年 | たみおのしあわせ                           |          |
| 2008年 | クライマーズ・ハイ                         |          |
| 2008年 | ひゃくはち                                 |          |
| 2008年 | ホームレス中学生                           |          |
| 2008年 | まぼろしの邪馬台国                         |          |
| 2008年 | 私は貝になりたい                           |          |
| 2008年 | 252 生存者あり                             |          |
| 2008年 | 余命                                       |          |
| 2008年 | 特命係長 只野仁 最後の劇場版               |          |
| 2009年 | 旅立ち〜足寄より〜                         |          |
| 2009年 | The Harimaya Bridge はりまや橋             |          |
| 2009年 | カイジ 人生逆転ゲーム                      |          |
| 2009年 | ごくせん THE MOVIE                         |          |
| 2009年 | 南極料理人                                 |          |
| 2009年 | 大洗にも星はふるなり                       |          |
| 2009年 | なくもんか                                 |          |

#### 2010年代
| 公開年 | 作品名                                             |
| ------ | -------------------------------------------------- |
| 2010年 | マーラー 君に捧げるアダージョ Mahler auf der Couch |
| 2010年 | 恋するナポリタン 〜世界で一番おいしい愛され方〜    |
| 2011年 | マイ・バック・ページ                               |
| 2011年 | Paradise Kiss パラダイス・キス                     |
| 2011年 | ワイルド7                                          |
| 2012年 | 映画 桜蘭高校ホスト部                              |
| 2012年 | わが母の記                                         |
| 2012年 | 映画 ホタルノヒカリ                                |
| 2012年 | 外事警察 その男に騙されるな                        |
| 2012年 | 黄金を抱いて翔べ                                   |
| 2012年 | 綱引いちゃった!                                    |
| 2013年 | さよならドビュッシー                               |
| 2013年 | RETURN ハードバージョン                            |
| 2013年 | 横道世之介                                         |
| 2013年 | 謝罪の王様                                         |
| 2013年 | 受難                                               |
| 2014年 | 僕は友達が少ない                                   |
| 2014年 | 私の男                                             |
| 2015年 | 暗殺教室                                           |
| 2015年 | 駆込み女と駆出し男                                 |
| 2015年 | 日本のいちばん長い日                               |
| 2015年 | 劇場版MOZU                                         |
| 2015年 | 母と暮せば                                         |
| 2016年 | 家族はつらいよ                                     |
| 2016年 | 暗殺教室〜卒業編〜                                 |
| 2016年 | あやしい彼女                                       |
| 2016年 | ディストラクション・ベイビーズ                     |
| 2016年 | 少女椿                                             |
| 2016年 | ディアスポリス -DIRTY YELLOW BOYS-                 |
| 2016年 | 溺れるナイフ                                       |
| 2017年 | 無限の住人                                         |
| 2017年 | 関ヶ原                                             |

### アニメーション

#### テレビ作品
| 公開年 | 作品名                         |
| ------ | ------------------------------ |
| 2003年 | ケロケロキングデラックスプラス |
| 2016年 | ころがし屋のプン               |

#### ウェブ作品
- 2014年:ももんず さんどうぃっち - 3D制作

### テレビ番組

#### ドラマ
連続ドラマ
| 放送年 | 作品名                             | 備考                                 |
| ------ | ---------------------------------- | ------------------------------------ |
| 1999年 | サイコメトラーEIJI2                | CG制作                               |
| 2000年 | 伝説の教師                         | CG制作                               |
| 2000年 | OLポリス                           | OPタイトルバック制作                 |
| 2000年 | ストレートニュース                 | OPタイトルバック制作                 |
| 2000年 | 新宿暴走救急隊                     | OPタイトルバック制作                 |
| 2001年 | OLポリス2〜コギャルポリス編〜      | OPタイトルバック制作                 |
| 2001年 | ルーキー!                          | OPタイトルバック制作                 |
| 2001年 | ビューティ7                        | OPタイトルバック制作                 |
| 2001年 | 六本木野獣会                       | OPタイトルバック制作                 |
| 2001年 | 恋愛裁判                           | OPタイトルバック制作                 |
| 2001年 | Ready Made                         | OPタイトルバック制作                 |
| 2001年 | 獅子女                             | OP・EDタイトルバック制作             |
| 2001年 | 傷だらけのラブソング               | 協力                                 |
| 2002年 | アルジャーノンに花束を             | CG合成                               |
| 2002年 | 東京抜け道ガール                   | OPタイトルバック制作                 |
| 2002年 | ゴールデンボウル                   | OPタイトルバック制作                 |
| 2002年 | ナイトホスピタル〜病気は眠らない〜 | OPタイトルバック制作                 |
| 2002年 | ホーム&アウェイ                    | OP・EDタイトルバック制作             |
| 2002年 | 愛なんていらねえよ、夏             | 協力                                 |
| 2003年 | よい子の味方 〜新米保育士物語〜    | OPタイトルバック制作                 |
| 2003年 | ご近所探偵TOMOE                    | OPタイトルバック制作                 |
| 2003年 | 特命係長 只野仁(1stシーズン)       | OPタイトルバック制作                 |
| 2003年 | 僕だけのマドンナ                   | OPタイトルバック制作                 |
| 2003年 | 幸福の王子                         | EDタイトルバック制作                 |
| 2003年 | トリック (第3シリーズ)             | 協力                                 |
| 2004年 | 東京ワンダーホテル                 | CG制作                               |
| 2004年 | アットホーム・ダッド               | OPタイトルバック制作                 |
| 2004年 | 霊感バスガイド事件簿               | OPタイトルバック制作                 |
| 2004年 | 初仕事納め                         | OPタイトルバック制作                 |
| 2004年 | ラーメン発見伝                     | OPタイトルバック制作                 |
| 2004年 | 一番大切な人は誰ですか?            | OPタイトルバック制作                 |
| 2004年 | ナースマンがゆく                   |                                      |
| 2005年 | 優しい時間                         | OPタイトルバック制作                 |
| 2005年 | ドラゴン桜                         | OPタイトルバック制作                 |
| 2005年 | ママはバレリーナ                   | OPタイトルバック制作                 |
| 2005年 | ごくせん (第2シリーズ)             | OPタイトルバック・テレビスポット制作 |
| 2005年 | あいのうた                         | OPタイトルバック・テレビスポット制作 |
| 2005年 | がんばっていきまっしょい           | OP・EDタイトルバック制作             |
| 2005年 | ヤンエグ!                          | タイトルバック制作                   |
| 2005年 | 瑠璃の島                           | CG・OPタイトルバック制作             |
| 2005年 | 鬼嫁日記                           | CG・OPタイトルバック制作             |
| 2005年 | 東京ワンダーツアーズ               | CG・OPタイトルバック制作             |
| 2005年 | 特命係長 只野仁 (2ndシーズン)      | 協力                                 |
| 2005年 | 野ブタ。をプロデュース             |                                      |
| 2006年 | 花嫁は厄年ッ!                      | CG制作                               |
| 2006年 | 都立水商!                          | OPタイトルバック制作                 |
| 2006年 | チェケラッチョ!! in TOKYO          | OPタイトルバック制作                 |
| 2006年 | 7人の女弁護士                      | OPタイトルバック制作                 |
| 2006年 | 結婚できない男                     | OPタイトルバック制作                 |
| 2006年 | レガッタ〜君といた永遠〜           | OPタイトルバック制作                 |
| 2006年 | アキハバラ@DEEP                    | 協力                                 |
| 2006年 | もうひとつのシュガー&スパイス      | 協力                                 |
| 2006年 | 家族〜妻の不在・夫の存在〜         | 協力                                 |
| 2007年 | ヒミツの花園                       | OPタイトルバック制作                 |
| 2007年 | LIAR GAME (シーズン1)              | OPタイトルバック制作                 |
| 2007年 | ライフ                             | OPタイトルバック制作                 |
| 2007年 | 死化粧師 エンバーマー間宮心十郎    | OPタイトルバック制作                 |
| 2007年 | オトコの子育て                     | OPタイトルバック制作                 |
| 2007年 | 牛に願いを Love&Farm               | OP・EDタイトルバック制作             |
| 2007年 | 鬼嫁日記 いい湯だな                | CG・OPタイトルバック制作             |
| 2007年 | 特命係長 只野仁 (3rdシーズン)      | 協力                                 |
| 2007年 | 女帝                               | 協力                                 |
| 2008年 | 1ポンドの福音                      | OPタイトルバック制作                 |
| 2008年 | てやんでいBaby                     | OPタイトルバック制作                 |
| 2008年 | 無理な恋愛                         | OPタイトルバック制作                 |
| 2008年 | 7人の女弁護士 (第2シリーズ)        | OPタイトルバック制作                 |
| 2008年 | 再婚一直線!                        | OPタイトルバック制作                 |
| 2008年 | ナツコイ                           | OPタイトルバック制作                 |
| 2008年 | サラリーマン金太郎                 | OPタイトルバック制作                 |
| 2008年 | ギラギラ                           | OPタイトルバック制作                 |
| 2008年 | 愛馬物語                           | OP・EDタイトルバック制作             |
| 2008年 | チーム・バチスタの栄光             | VFXおよびOP・EDタイトルバック制作    |
| 2009年 | 超人ウタダ                         | CG制作                               |
| 2009年 | 白い春                             | 協力                                 |
| 2009年 | 僕の秘密★兵器                      | 協力                                 |
| 2009年 | おひとりさま                       |                                      |

単発ドラマ・スペシャルドラマ
| 放送年 | 作品名                                                                         | 備考                    |
| ------ | ------------------------------------------------------------------------------ | ----------------------- |
| 2001年 | 青と白で水色 (日本テレビシナリオ登竜門ドラマ)                                  | OPタイトルバック制作    |
| 2002年 | 山岳救助隊紫門一鬼4 北アルプス殺人ケルン                                       | CG制作                  |
| 2003年 | 沈まない骨 (日本テレビシナリオ登竜門ドラマ)                                    | OPタイトルバック        |
| 2003年 | R.P.G. 作られた家族の秘密                                                      | OPタイトルバック        |
| 2004年 | 天国への応援歌 チアーズ〜チアリーディングにかけた青春〜                        | CG制作                  |
| 2005年 | ホテルサンライズHND〜最後のステイ〜                                            | CG制作                  |
| 2005年 | 巷説百物語 狐者異 (ドラマW)                                                    | OPタイトルバック        |
| 2005年 | 火垂るの墓 (DRAMA COMPLEX 終戦60年スペシャルドラマ)                            | VFX・タイトルバック制作 |
| 2005年 | 蓮丈那智フィールドファイルI 凶笑面 (金曜エンタテイメント)                      | 協力                    |
| 2006年 | ミス・マープル 嘘をつく死体                                                    | OPタイトルバック        |
| 2006年 | ウィルスパニック2006夏〜街は感染した〜 (DRAMA COMPLEX)                         | OPタイトルバック        |
| 2006年 | コシノ家の闘う女たち〜肝っ玉お母ちゃんとパワフル三姉妹 (DRAMA COMPLEX)         | OPタイトルバック        |
| 2006年 | 松本清張スペシャル・蒼い描点                                                   | OPタイトルバック        |
| 2006年 | ミュージック×ドラマスペシャル Mの司会者                                        | OPタイトルバック        |
| 2006年 | 出張料理人 〜最後の晩餐届けます〜 (火曜ドラマゴールド)                         | OPタイトルバック        |
| 2006年 | 君が光をくれた (ナショナルドラマスペシャル)                                    | OPタイトルバック        |
| 2007年 | ブロッコリー (第18回フジテレビヤングシナリオ大賞ドラマ)                        | OPタイトルバック        |
| 2007年 | どうぶつ119                                                                    | OPタイトルバック        |
| 2008年 | 東京大空襲 (日本テレビ開局55周年記念番組)                                      | CG制作                  |
| 2008年 | いのちのいろえんぴつ                                                           | OPタイトルバック制作    |
| 2008年 | 霧の火 樺太・真岡郵便局に散った九人の乙女たち                                  | OPタイトルバック制作    |
| 2008年 | ありがとう、オカン (関西テレビ放送開局50周年記念ドラマ)                        | OPタイトルバック制作    |
| 2009年 | さよならが言えなくて 〜子供たちに迫るドラッグの誘惑、夜回り先生の苦悩〜        | VFX                     |
| 2009年 | 上地雄輔ひまわり物語〜家族・親友・彼女…誰も知らない素顔初公開!(土曜プレミアム) | VFX                     |
| 2009年 | 福岡恋愛白書4 〜ふたつのLove Story〜                                           | 制作協力                |
| 2009年 | ホストの女房(金曜プレステージ)                                                 | CG制作                  |
| 2009年 | カイドク〜都市伝説の暗号ミステリー〜                                           |                         |

連続ドラマ
| 放送年 | 作品名                                     | 備考   |
| ------ | ------------------------------------------ | ------ |
| 2010年 | Mother                                     | CG制作 |
| 2010年 | とめはねっ! 鈴里高校書道部                 |        |
| 2010年 | 特上カバチ!!                               |        |
| 2011年 | 桜蘭高校ホスト部                           | VFX    |
| 2011年 | Woman                                      | VFX    |
| 2011年 | グッドライフ〜ありがとう、パパ。さよなら〜 | 協力   |
| 2012年 | ダーティー・ママ!                          | VFX    |
| 2012年 | トッカン -特別国税徴収官-                  | VFX    |
| 2012年 | 37歳で医者になった僕〜研修医純情物語〜     | 協力   |
| 2014年 | MOZU Season2〜幻の翼                       | VFX    |
| 2014年 | モザイクジャパン                           | 協力   |
| 2015年 | Dr.倫太郎                                  |        |
| 2015年 | リスクの神様                               | VFX    |
| 2016年 | ゆとりですがなにか                         |        |
| 2016年 | ディアスポリス                             |        |
| 2016年 | スニッファー 嗅覚捜査官                    | VFX    |
| 2017年 | ヒトヤノトゲ〜獄の棘〜                     | VFX    |
| 2017年 | 先に生まれただけの僕                       | CG     |

単発ドラマ・スペシャルドラマ
| 放送年 | 作品名                                                                 | 備考               |
| ------ | ---------------------------------------------------------------------- | ------------------ |
| 2010年 | さすらいの女弁護士 山岸晶 (土曜ワイド劇場)                             |                    |
| 2010年 | 福岡恋愛白書5 〜ふたつのLove Story〜                                   | 制作協力           |
| 2011年 | 味いちもんめ(テレビ朝日 新春ドラマスペシャル)                          | プロダクション協力 |
| 2011年 | 福岡恋愛白書6 〜ふたつのLove Story〜                                   | 技術協力           |
| 2011年 | 屋上のあるアパート                                                     |                    |
| 2011年 | 境遇 (朝日放送創立60周年記念スペシャルドラマ)                          | VFX                |
| 2011年 | さよならぼくたちのようちえん                                           |                    |
| 2011年 | 警視庁再犯防止課 真崎英嗣 (月曜ゴールデン)                             |                    |
| 2012年 | ダブルフェイス                                                         | VFX                |
| 2012年 | 世にも奇妙な物語 2012年 秋の特別編                                     | 協力               |
| 2013年 | 神様のベレー帽～手塚治虫のブラック・ジャック創作秘話～                 | 協力               |
| 2014年 | はなちゃんのみそ汁 (24時間テレビ37「愛は地球を救う」 ドラマスペシャル) | VFX                |

#### 情報・ドキュメンタリー・教養・その他
- 2015年:NHKスペシャル「カラーでみる太平洋戦争」

## 子会社参加作品

### Nice Day Boy
映画
| 公開年 | 作品名                         | 備考                    |
| ------ | ------------------------------ | ----------------------- |
| 2007年 | 大帝の剣                       | Nice Day LAと共同で参加 |
| 2007年 | 舞鼓Haaaan!!!                  | Nice Day LAと共同で参加 |
| 2008年 | 252 生存者あり                 |                         |
| 2008年 | 余命                           |                         |
| 2009年 | カイジ 人生逆転ゲーム          |                         |
| 2009年 | ごくせん THE MOVIE             |                         |
| 2011年 | Paradise Kiss パラダイス・キス |                         |
| 2011年 | ワイルド7                      |                         |

テレビドラマ
- 2014年:MOZU Season2〜幻の翼[23]

### Nice Idea
映画
| 公開年 | 作品名                     |
| ------ | -------------------------- |
| 2006年 | 笑う大天使                 |
| 2007年 | カンフーくん               |
| 2010年 | 牙狼-GARO- 〜RED REQUIEM〜 |
| 2011年 | ワイルド7                  |
| 2012年 | 黄金を抱いて翔べ           |
| 2012年 | 綱ひいちゃった!            |
| 2013年 | 横道世之介                 |
| 2013年 | ガッチャマン               |
| 2013年 | 謝罪の王様                 |
| 2014年 | 私の男                     |

テレビ番組
| 公開年 | 作品名                                            |
| ------ | ------------------------------------------------- |
| 2012年 | ダブルフェイス                                    |
| 2012年 | プライミーバル:ニューワールド Primeval: New World |
| 2014年 | MOZU Season2〜幻の翼                              |
| 2017年 | ヒトヤノトゲ〜獄の棘〜                            |